# Mimosella bigeminata
Mimosella bigeminata är en mossdjursart som beskrevs av Campbell Easter Waters 1914. Mimosella bigeminata ingår i släktet Mimosella och familjen Mimosellidae. Inga underarter finns listade i Catalogue of Life.